# Блейк, Патрисия
Патри́сия Блейк (англ. Patricia Page Blake; полное имя — Патри́сия Пейдж Блейк, Патрисия Пейдж Даггер; англ. Patricia Page Dugger; 29 ноября 1925 ― 14 октября 2010) — американская писательница, журналистка, издательница, корреспондент журналов Time и Life, фотомодель, интеллектуалка, любовница и биограф писателя Альбера Камю.
Редактор переводов поэзии В. В. Маяковского и А. А. Вознесенского на английский язык. Научный сотрудник Русского института Колумбийского университета, третья жена композитора Н. Д. Набокова, жена американского журналиста Ронни Даггера.
Полемике с Патрисией Блейк Всеволод Кочетов уделил значительную часть своего очерка «Скверное ремесло» (1966). Под именем американской красавицы-шпионки Порции Браун, соблазняющей юных советских поэтов, она изображена в романе В. А. Кочетова «Чего же ты хочешь?» (1969) и в пародии на этот роман Зиновия Паперного («Чего же он кочет?»), а в пародии Сергея Смирнова («Чего же ты хохочешь?») — под именем Порция Уиски.

## Биография
Патрисия Блейк была дочерью врача и пианистки. По национальности еврейка. Она окончила исторический факультет колледжа Софии Смит — одного из лучших женских университетов США. Там она в совершенстве овладела французским языком, изучала французскую литературу XVII—XX веков, во время обучения она жила в так называемом Французском доме, там же писала статьи для литературного отдела газеты The New York Times и журнала Vogue. В 1946 году она уже была бакалавром искусств и в журнале «Вог» проходила стажировку. Девушка увлечённо читала Карла Маркса и Ленина, в то же время она работала фотомоделью у Ричарда Аведона. В это время Альбер Камю предпринял своё первое лекционное турне по США, что было ещё до его ранних английских публикаций. 16 апреля 1946 года на встрече тридцатитрехлетнего Альбера Камю с редактором журнала «Вог» ему представили переводчицу — «голубоглазую красавицу с каштановыми волосами» двадцати лет. После официальной беседы в редакции они условились встретиться на следующий день и больше уже на протяжении нескольких месяцев не расставались.
В Нью-Йорке Камю жил на Восьмой авеню в двухэтажном особняке, который предоставил ему один из американских почитателей его таланта. Он открыто демонстрировал свои отношения с Патрисией, приятелям он признался, что весьма влюблён в новую знакомую. У своих американских коллег он нашёл подтверждение тому, что Патрисия — девушка необыкновенная, она весьма начитанна, умна и талантлива. Камю пытался отвлечь Патрисию от чтения марксистско-ленинской литературы, благодаря ему она открыла для себя творчество Марселя Пруста. Она сопровождала его на лекцию в Брин-Мор-колледж. Камю написал для неё рекомендательное письмо Сен-Жон Персу. Молодые люди испытывали подлинную страсть, но уже в июне писатель вынужден уехать в Европу. 16 октября 1957 года Патрисия Блейк находилась в Париже, их дружеский ужин с Альбером Камю происходил в кафе «У Мариуса», когда им сообщили о том, что её друг получил Нобелевскую премию по литературе. Несмотря на два замужества Патрисия Блейк более всего известна любовной связью именно с Альбером Камю, с ней он переписывался до конца своей жизни в 1960 году. После романа с французским писателем в 1952 году у Патрисии был роман с итальянским писателем-антифашистом Никола Кьяромонте (1905—1972). Работала научным сотрудником Русского института Колумбийского университета.

## Литературные и общественные связи с СССР
В качестве корреспондента американских и английских изданий Патрисия Блейк неоднократно бывала в СССР. Она считалась экспертом по СССР, в частности, специалистом по русской литературе, занималась переводами с русского и французского языка. Переводы Маяковского и Вознесенского на английский язык она редактировала совместно с Максом Хейуордом. Работала над биографией Исаака Бабеля. Вместе с Максом Хейуордом была соредактором издания «Dissonant Voices in Soviet Literature» («Диссонирующие голоса в советской литературе»), соавтор английского перевода «Доктора Живаго» Бориса Пастернака и повести А. И. Солженицына «Один день Ивана Денисовича».
Была знакома со Светланой Аллилуевой и опубликовала в журнале Time свой отрицательный отклик на её возвращение из эмиграции в Советский Союз в 1984 году. Светлана Алилуева тоже была знакома с Максом Хейуордом, близким другом Патрисии Блейк, и когда-то в юности была влюблена в него. Андрей Вознесенский, хорошо знавший Патрисию, писал о её благоговейном отношении к русской культуре. Кроме Андрея Вознесенского, она была дружна с Булатом Окуджавой. Ольга Андреева-Карлайл писала, что Патриция Блейк горячо выступала против публикации нью-йоркским издательством «Харпер энд Роу» романа А. И. Солженицына «В круге первом», поскольку на рубеже 1970-х годов это могло бы принести неприятности автору, и без того испытывавшему политические трудности у себя на родине. Перу Патрисии Блейк принадлежал некролог Андрею Сахарову в журнале «Тайм» (совместно с Энн Блэкман): «Назавтра битвы не было. Андрей Сахаров: 1921—1989».
Под именем американской шпионки Порции Браун, соблазняющей молодых советских поэтов, Патрисия изображена в скандальном романе редактора журнала «Октябрь» Всеволода Кочетова «Чего же ты хочешь?» (1969). Розмари Салливан писала, что Патрисия Блейк имела непростую репутацию человека, по меньшей мере, одобрявшего деятельность американских спецслужб, поэтому Всеволод Кочетов и написал о ней злобный памфлет, в котором она была представлена как красавица-шпионка, переспавшая со всеми советскими литературными деятелями. Но слухи оставались слухами, однако слава очаровательной иностранки, интересовавшейся советскими интригами, за ней сохранялась.
Интерес к русскому языку у Патрисии Блейк зародился после знакомства с Николаем Набоковым. Оно произошло в 1947 году, ему было тогда 43 года, брак с Патрисией был уже третьим по счёту для него, а для Патрисии — первый. Андрей Вознесенский скупо писал об обстоятельствах их знакомства. Патрисия в середине 1960-х годов была литературным редактором книги стихов Вознесенского на английском языке, и он, пользуясь знакомством с Патрисией, рассчитывал через посредничество её мужа встретиться с Владимиром Набоковым, — двоюродным братом Николая Набокова. Но и Патрисия, и Николай отговаривали Вознесенского от встречи с автором «Лолиты». Аргумент был следующий: характер у Владимира Набокова был непростой, понравится ли Андрею, если именитый писатель в его присутствии начнёт ругать Бориса Пастернака, к которому Вознесенский относился с трепетом? Далее Вознесенский, описывая Патрисию, касался и её отношений с Всеволодом Кочетовым: «Патриция Блейк, сероглазая, стройная, некогда модель „Вога“, девочкой бывшей подружкой Камю, приехала в Москву корреспонденткой журнала „Лайф“, попала в наш Политехнический и стала наркоманкой русской культуры».
Кроме стихов Вознесенского, Патрисия Блейк готовила к изданию сборник произведений советских писателей «На полпути к луне» (стихи Андрея Вознесенского, Евгения Винокурова, Бориса Слуцкого, проза А. И. Солженицына («Матрёнин двор»), Булата Окуджавы, («Будь здоров, школяр!»), Юрия Казакова, Василия Аксёнова, рассказ Аксёнова дал название всему сборнику), в предисловии к этой книге был опубликован диалог Патрисии Блейк с Всеволодом Кочетовым, представлявшим в советской политической системе шестидесятых годов крыло писателей, противоборствовавших как либеральному шестидесятничеству, так и консервативному национализму. Диалог положил начало конфликту Всеволода Кочетова с Патрисией Блейк и Андреем Вознесенским. Патрисия писала о Кочетове так: «Номенклатурный писатель встретил меня, широко улыбаясь: „Вы видите, я не ем младенцев…“. „Вы пришли к нему наверное после обеда, он уже откушал их“, — сказал мой московский приятель». Далее Вознесенский пояснял, что этим приятелем американской журналистки был именно он: «Кочетов отомстил и Патриции, и мне в романе „Чего же ты хочешь?“ Там шпионка Порция Браун инструктирует в постели гнусного поэта: „Надо писать стихи якобы про Петра I, имея в виду Сталина“. В известной пародии шпионка звалась „Порция Виски“».
Андрей Вознесенский утверждал, что Патрисия Блейк написала статью об антисемитизме, и это сделало её персоной нон-грата. В то же время Патриция продолжала искренне любить русскую литературу. Для перевода на английский язык поэтической книги Вознесенского она, по совету автора, использовала неизвестный на Западе метод перевода стихов, когда стихи переводили лучшие американские поэты У. Х. Оден, С. Кюниц, Р. Уилбер, У. Дж. Смит, а помогал им в этом лингвист Макс Хейуорд.

### Всеволод Кочетов о Патрисии Блейк
К образу Патрисии Блейк Всеволод Кочетов обращался в двух своих произведениях. До того, как Патрисия Блейк (Порция Браун) появилась на страницах романа «Чего же ты хочешь?», опубликованного в трёх осенних номерах журнала «Октябрь» за 1969 год, писатель изобразил её без указания имени в пропагандистском очерке «Скверное ремесло», напечатанном в мартовском номере журнала «Октябрь» за 1966 год. Исследователь Илья Кукулин предполагает, что очерк «Скверное ремесло» являлся как бы документальным дублем романа В. Кочетова «Чего же ты хочешь?». Создавая неприглядный образ Патрисии Блейк, Кочетов не жалел издевательских эпитетов: «Летом 1962 года к нам в редакцию „Октября“ заползла одна дамского пола рептилия, выращенная всё там же, в заокеанском змеятнике», — имеется в виду так называемое «логово в Лэнгли» или штаб-квартира Центрального разведывательного управления США. Далее в глумливых тонах («уставилась немигающими голубенькими глазёнками») писатель рассказал о том, как Патрисия взяла у него интервью в редакции журнала «Октябрь». Продолжая рассказывать о ней в подобном тоне («кремлинологесса», «кремлинологичка», знаток кремлёвских тайн и т. п.), Кочетов пояснил, что весной 1963 года в британском журнале Encounter появилась её работа «Новые голоса в русской литературе» («New Voices in Russian Literature — An Anthology. Introduction by Patricia Blake»).
По словам В. Кочетова, лондонский журнал леволиберального толка «Энкаунтер» тоже издавался на деньги ЦРУ. Антология молодой советской поэзии и прозы, составленная Патрисией Блейк, была ею тенденциозно подобрана. В сопроводительной статье она отрицательно высказалась обо всей партийной литературе, о литературе народной, обо всём подлинно художественном и самобытном, «направо и налево рубя своей паркеровской шаблюкой „догматиков“, „реакционеров“, „сталинистов“, „конформистов“». Но в отношении некоторых советских писателей и поэтов, утверждал Всеволод Кочетов, Патрисия Блейк сделала исключение. Так, она, «захлёбываясь от восторга», детально описала один из вечеров поэзии в Политехническом музее, который Всеволод Кочетов, в свою очередь, уподобил шабашу на Лысой горе.
Вечер поэзии закончился около полуночи, и после его завершения Патрисия Блейк вместе с Евгением Евтушенко отправилась в путешествие по ночной Москве в поисках работающего ресторана. Таковой им удалось найти при ВТО на улице Горького, дом № 16. Она с восторгом писала:

Ничего подобного я до сих пор в Москве не видела. Прелестные девушки с прическами «улей» и зелёными веками, одетые в пушистые итальянские шерстяные кофты и короткие юбки в складку, ходили между столиков, приветствуя друзей. За одним из столиков сидела группа молодых людей в сверхмодных, сверхузких костюмах и пела на каком-то подобии английского языка песенку «Синие замшевые башмаки». Это вполне мог бы быть ночной клуб богемы в Гринвич Виллидж в Нью-Йорке (за исключением некоторых деталей вроде прозрачных туфель из пластика на одной из девушек, с розой в каждом из каблуков).— В. А. Кочетов, «Скверное ремесло», «Октябрь», 1966, март, стр. 215.
Евгений Евтушенко заказал всей компании шампанского и болгарского вина, фрукты и шоколад, поскольку кухня уже не работала, одна из девушек, сопровождавших ночную компанию поэтов, была певицей, она исполняла им песни Эллы Фитцджеральд, все прославляли поэзию, любовь и самого Евтушенко, а в этом кругу, помимо него, были Булат Окуджава, Евгений Винокуров и две девушки из школы-студии МХАТ скромного поведения. Далее Всеволод Кочетов говорил о серии ночных похождений Патрисии Блейк с советскими поэтами-юнцами, хотя в августе 1962 года Патрисии Блейк исполнилось 36 лет, Евгению Винокурову было тоже 36, Булату Окуджаве — 38 лет, и только самому юному — Евгению Евтушенко было 30. Кочетов не конкретизирует суть этих «похождений», но впрямую связывает их упоминание в журнале «Энкаунтер» с её агентурной работой в ЦРУ: «Зря не написаны ни одна строка, ни одно слово. Всё имеет свой четкий, целеустремленный смысл. […] Это как бы агентурное донесение по начальству: дескать, не напрасно едим хлеб, не попусту таскаемся в Советский Союз, не попусту шлём сюда свои издания, пропагандируем западный образ жизни, — вот, мол, смотрите, что стало в Москве, совсем, как в Гринвич Виллидж, только бы вкуса побольше советским барышням».
Другой, неявный, аспект деятельности Патрисии Блейк Всеволод Кочетов усматривал в следующем. «Энкаунтер» пользовался широкой популярностью в кругах творческой интеллигенции очень многих стран, именно в тех кругах леволиберальной интеллигенции, которая стояла перед необходимостью поиска новых путей развития искусства, той интеллигенции, которой были дороги судьбы мира. И Патрисия Блейк невольно подталкивала своих читателей к тому выводу, что бессмысленно искать в Советском Союзе достойные образцы литературы и искусства, то прогрессивное, что было заложено в социалистическом реализме. Он преодолён ходом развития новой советской литературы, «тех „конформистов“, книгами которых зачитывались рабочие и крестьяне, трудовая интеллигенция капиталистических стран, разгромили молодые, полные энергии и таланта силы, и теперь там всё, как у нас», не нужно ждать чего-то от прежней советской школы социалистического реализма, её нужно забыть, вместо этого стоит познакомиться с новейшими достижениями советской литературы: вот «стишки и рассказики, повестушки, ну совсем, совсем такие, как у нас»:

Итог в общем таков: советское искусство, покорившее прогрессивный мир, привлекавшее к себе умы и чувства миллионов тружеников, вселявшее в них бодрость, надежду, побуждавшее к борьбе, дышит на ладан. А представители нового, победившего искусства (перечисляются, как всегда, 5-6 одних и тех же фамилий) пьют за любовь и пожирают шоколад из обслюнявленных пальцев. Размечтались под тихими, укачивающими звуками заокеанской музыки. Можно накрывать их шапкой. Даже нахваливая тех молодцов, которые после ресторана таскали её всю ночь по московским квартирам, она делает это так, что меж строк встают жалкие, бесхребетные, ничтожные хлюпики; она не жалеет и их.— В. А. Кочетов, «Скверное ремесло», «Октябрь», 1966, март, стр. 216.
В конце концов, В. А. Кочетов в своей статье приходит к выводу о том, что ни Патрисии Блейк, ни её хозяевам из ЦРУ не нужны советские поэты-шестидесятники, они — лишь средство в её антикоммунистической борьбе против социалистических стран. Зато на таких непримиримых защитников идеалов социализма, каким видит сам себя Всеволод Кочетов, она обрушивает неприкрытую ярость: «на тех, кого — она это отлично понимает — никак и никогда ей не приспособить для своих целей, в ком и она и её боссы видят противников, и только противников: такие уже и не писатели, и не живописцы, и не режиссёры, не актёры, — „сталинисты“ и „догматики“, и больше ничего». Далее В. Кочетков, продолжая рассуждать исключительно в категориях идеологического противостояния, связывает деятельность Патрисии Блейк с деятельностью Андрея Синявского, суд над которым состоялся незадолго до этого. Синявский тоже публиковал свои произведения в журнале «Энкаунтер», а все те, чьи статьи находят место на страницах этого журнала, по определению являются врагами Советского Союза, считает Всеволод Кочетков: «И Рудольф Гесс, и тот блокфюрер, который из пистолета убил 10 тысяч человек, и молодцы из команды „Альфа“, и голубоглазая „кремлинологичка“ из „Энкаунтера“, и Синявский-Терц, и все им подобные — вполне нормальные люди, но они служат другому миру, они его наймиты. Синявский делал свое дело столь же изощрённо, как „кремлинологичка“».
Андрей Синявский действительно отдал в печать повесть «Суд идёт» для публикации на Западе. Она попала к Николаю Набокову, мужу Патрисии Блейк, руководившему «Конгрессом за свободу культуры» — антикоммунистической организацией, подведомственной ЦРУ. В 1960 году рукопись Синявского была опубликована в журнале «Энкаунтер» под псевдонимом Абрам Терц. О деталях самого интервью, данного Всеволодом Кочетовым Патрисии Блейк, он сообщает немного. Корреспондент журнала «Лайф», «голубоглазенькая миловидная американская миссис», провела в редакции журнала «Октябрь» половину дня. «По внешнему облику, Кочетов мало напоминает грубого и напористого пролетария, каким его себе мысленно представляешь, читая его романы», — цитировал Кочетов, своего интервьюера. «Кочетов был готов разговаривать, но, очевидно, он хотел говорить так, чтобы ничего не сказать. Никогда ещё мне не приходилось встречаться с человеком, у которого была бы такая выдержка перед лицом неприятных вопросов и который умел бы с такой ловкостью парировать их», — писала Патрисия Блейк. Кочетов ставил себе в заслугу умение разговаривать с идеологическими врагами: «поскольку „Кочетов ничего не сказал такого“, что надобно было мадам, она сама нагромоздила и о нём, и о советской литературе вороха подлости и богомерзкости».

### Оценка произведений Всеволода Кочетова о Патрисии Блейк
Разумеется, в художественном романе «Чего же ты хочешь?» В. Кочетов отступил от публицистичности и документалистики, там присутствует сцена стриптиза с участием Порции Браун, она совращает не только юношей, но и девушек. Но всё это не помогло Всеволоду Кочетову отстоять свой роман, сразу после его журнальной публикации он был подвергнут как либеральной, так и партийной критике. В самиздате появились пародии Зиновия Паперного и Сергея Смирнова на это курьёзное произведение. Автора обвинили в шпиономании, отдельные перепечатки романа в крупных издательствах были невозможны. Лишь в 2015 году «Роман-газета» переиздала скандальный роман В. Кочетова. Однако консервативно-националистический сайт «Русская народная линия» считает, что обвинения Всеволода Кочетова в шпиономании уже неправомерны и неуместны.
Илья Кукулин считает, что Всеволод Кочетов в своём романе обвинял либеральных поэтов-шестидесятников в невольном пособничестве Западу, а информацию об их частной жизни он черпал из неожиданного источника — статьи Патрисии Блейк в журнале «Энкаунтер». Идеологически неустойчивым персонажам романа противостоит правоверный коммунист старой закалки Василий Булатов, в образе которого писатель изобразил самого себя. Он несокрушимо стоит на страже социалистических идеалов, не опасаясь защищать даже слово «сталинист». Ему противостоят такие персонажи, как порочная во всех смыслах американка Порция Браун. «Ни религией, ни накопительством, ничем этим их <коммунистов> не взять. Возможно одно: компрометация таких в глазах широкого народа. Со многими удалось покончить тем, что их объявили сталинистами, взяв для этого термин, остроумно придуманный в своё время господином Троцким», — такие слова о самом себе вкладывает в уста своей героини В. А. Кочетов.
Илья Кукулин предполагает, что Патрисия Блейк была единственным иностранным корреспондентом, когда-либо бравшим интервью у главного редактора журнала «Октябрь». Суть романов Всеволода Кочетова американская корреспондентка характеризовала ёмким выражением «essence of Soviet philistinism» — сущность советского обывательства. Интервью у главного редактора журнала «Октябрь», взятое Патрисией Блейк, являло собой попытку представить читателю по возможности наиболее полный психологический образ советского сталиниста в постсталинскую эпоху. Писатель поведал корреспонденту историю трудного деревенского детства и молодости. А та, в свою очередь, сделала вывод о природной неприязни Кочетова к городским интеллектуалам, которым в их жизни всё чересчур легко давалось и доставалось, хотя Всеволод Анисимович и доказывал ей, что он отнюдь не противник интеллигенции вообще и не сталинист, как это могло подуматься после прочтения ею его романа «Секретарь обкома». Ядовитые слова Вознесенского о съеденных младенцах в интерпретации Патрисии Блейк выглядят скорее жалобно, чем иронически, считает И. Кукулин.
Исследователь обратил внимание на то, что предисловие к американской книге советских писателей «На полпути к Луне» («Half-Way to the Moon: New Writing from Russia») Патрисия Блейк переработала из своей же статьи в журнале «Энкаунтер» «Новые голоса в русской литературе» («New Voices in Russian Literature»). В британском журнале в 1963 году Патрисия опубликовала стихи пяти поэтов-участников поэтических вечеров в Политехническом в августе-сентябре 1962 года: Беллы Ахмадулиной, Бориса Слуцкого, Евгения Евтушенко, Андрея Вознесенского и Булата Окуджавы. Образцов новой советской прозы в журнале ещё не было. В той статье американка характеризовала советских шестидесятников как современных людей, настроенных прогрессивно, они не чураются западных либеральных ценностей и стремятся к тому, чтобы сделать советское общество более открытым. Таким образом, мотив противостояния размытию коммунистических ценностей со стороны шестидесятников в очерке «Скверное ремесло» Всеволода Кочетова и его романе-памфлете «Чего же ты хочешь?» был подтверждён.
Илья Кукулин считает, что детальную информации о жизни русской эмиграции, о влиянии, оказываемом ЦРУ на леволиберальную интеллигенцию на Западе, Всеволод Кочетов мог почерпнуть только внутри КГБ. Иначе, без санкции этого всемогущего органа, он не смог бы предавать огласке некоторые факты. Так, в качестве контрразведывательного аналитика, Кочетов рассказал о финансировании ЦРУ при посредничестве британской МИ-6 лондонского журнала «Энкаунтер». Его главный редактор английский поэт и прозаик, в прошлом, член коммунистической партии Великобритании, Стивен Спендер, узнав о том, что его журнал получал финансовую подпитку не от анонимного благотворителя из Цинцинати, а от ЦРУ, в 1967 году уволился со своего поста. Но без дополнительных изысканий, пишет исследователь, трудно понять, знала ли в 1962 году Патрисия Блейк о том, кто на самом деле стоял за журналом «Энкаунтер», иначе говоря, была ли она агентом ЦРУ, как об этом написал в своём романе главный редактор журнала «Октябрь», или же это было плодом авторского воображения.

### Комментарии
1. ↑  Материал Патрисии Блейк был напечатан в апрельском номере «Энкаунтера». См.: Encounter. 1963. Vol. 115 (April). P. 27—38.
2. ↑  «Blue Suede Shoes» — песня 1955 года американского рок-музыканта Карла Перкинса о военной обуви американских лётчиков.